# Cratere Rossby
Rossby  è un cratere sulla superficie di Marte.